# Федерстон, Энджела
Энджела (Анджела) Федерстон — канадская и американская актриса.

## Краткие сведения
Энджела Федерстон родилась 3 апреля 1965 года в Гамильтоне, Онтарио. В 1974 году её семья переехала в Манитобу. В 1991 году Федерстон снялась в одном из эпизодов телесериала «The Kids in the Hall». Через два года она получила эпизодическую роль в киноленте «Армия тьмы». В 1997 году Энджела Физерстоун была номинирована на получение канадской кинопремии «Джемини» как лучшая актриса второго плана (фильм «Семья полицейских»).
В настоящее время Энджела Федерстон живёт в Лос-Анджелесе. Она является зарегистрированным членом Гильдии киноактёров США.

## Избранная фильмография
| - Армия тьмы (1993) - Восхождение тёмного ангела (1994) - Семья полицейских (1995) - Причуды любви (1996) - Воздушная тюрьма (1997) - Семья полицейских 2: Потеря веры (1997) - Певец на свадьбе (1998) - Нулевой эффект (1998) - 200 сигарет (1999) - Взлом (2000) - Виновный (2000) - Детям до шестнадцати (2000) | - Ivans XTC (2000) - Бессмертные души (2001) - Федеральная защита (2002) - Единственный выход (2002) - Под прессом (2002) - Город зла (2003) - Подземная ловушка (2006) - Мама (2006) - Что тебя не убивает (2008) - Солист (2009) - В темноте англ. Beneath the Dark (2010) |